# آخرین بازمانده از ما (مجموعه تلویزیونی)
آخرین بازمانده از ما (انگلیسی: The Last of Us) مجموعهٔ تلویزیونی آمریکایی در ژانر درام پسا-آخرالزمانی است که به‌دست کریگ مازن و نیل دراکمن برای اچ‌بی‌او ساخته شده است. این مجموعه بر اساس مجموعه بازی ویدئویی به همین نام است که به‌وسیلهٔ ناتی داگ توسعه یافت و داستان آن بیست سال پس از نوعی آلودگی قارچی گسترده جریان دارد که باعث همه‌گیری جهانی شد و میزبان‌هایش را به موجوداتی زامبی‌مانند تبدیل و جامعه را نابود می‌کند. فصل نخست بر پایهٔ بازی سال ۲۰۱۳ است و به یک قاچاقچی به‌نام جوئل (پدرو پاسکال) می‌پردازد که وظیفه دارد نوجوانی به‌نام الی (بلا رمزی) را در سرتاسر ایالات متحده پس از آخرالزمان همراهی کند. در فصل دوم که مبتنی بر دنبالهٔ سال ۲۰۲۰ است، آن‌ها در جکسون، وایومینگ ساکن شده‌اند.
بازیگران مهمان شامل نیکو پارکر در نقش دختر جوئل، سارا؛ مارلی دندریج در نقش رهبر مقاومت، مارلین؛ آنا تورو در نقش شریک قاچاقچی جوئل، تس؛ گابریل لونا در نقش برادر کوچکتر جوئل، تامی؛ لامار جانسون و کیوون وودارد در نقش برادران هنری و سم؛ و ملانی لینسکی و جفری پیرس در نقش رهبر مقاومت، کتلین و قائم مقامش، پری می‌شود. در فصل دوم ایزابلا مرسد نقش معشوقهٔ الی یعنی دینا و یانگ مازینو نقش اِکس دینا یعنی جسی را بازی می‌کند.
فصل نخست در فاصلهٔ ژوئیهٔ ۲۰۲۱ تا ژوئن ۲۰۲۲ در آلبرتا، کانادا تصویربرداری شد. قرار است فیلم‌برداری فصل دوم در سال ۲۰۲۴ در بریتیش کلمبیا آغاز شود. این نخستین مجموعه از شبکهٔ اچ‌بی‌او است که بر پایهٔ بازی ویدئویی ساخته شد و محصول مشترک سونی پیکچرز تله‌ویژن، پلی‌استیشن پروداکشنز، ناتی داگ، د مایتی مینت، و ورد گیمز است. دراکمن که نویسنده و کارگردانِ مشترک بازی‌های مذکور است، به مازن در نگارش فیلم‌نامهٔ نه قسمت فصل نخست کمک کرد. هیلی گراس که مشترکاً داستان بازی دوم را نوشت، و بو شیم برای فصل دوم به گروه نویسندگی پیوستند. موسیقی این مجموعه توسط آهنگساز اصلی بازی، گوستاوو سانتائولایا و نیز دیوید فلمینگ ساخته شد.
آخرین بازمانده از ما در ۱۵ ژانویهٔ ۲۰۲۳ به نمایش درآمد. این مجموعه نقدهای مثبتی دریافت کرد و از اجراها، نویسندگی، طراحی صحنه، کارگردانی و موسیقی متن تقدیر شد؛ تعدادی از منتقدان آن را بهترین اقتباس از یک بازی ویدئویی نامیدند. این مجموعه افتخارات متعددی شامل هشت جایزه از ۲۴ نامزدی در جوایز امی ساعات پربیننده به دست آورد. در شبکه‌های خطی و اچ‌بی‌او مکس، اولین قسمت مجموعه در دو ماه اول نزدیک به ۴۰ میلیون بیننده داشت. این مجموعه تا مه همان سال به‌طور میانگین حدود ۳۲ میلیون بیننده برای هر قسمت جذب کرد و به پربیننده‌ترین فصل اول تاریخ اچ‌بی‌او تبدیل شد. فصل دوم در ۱۳ آوریل ۲۰۲۵ پخش شد و فصل سوم در حال توسعه است.

## بازیگران و شخصیت‌ها

### اصلی

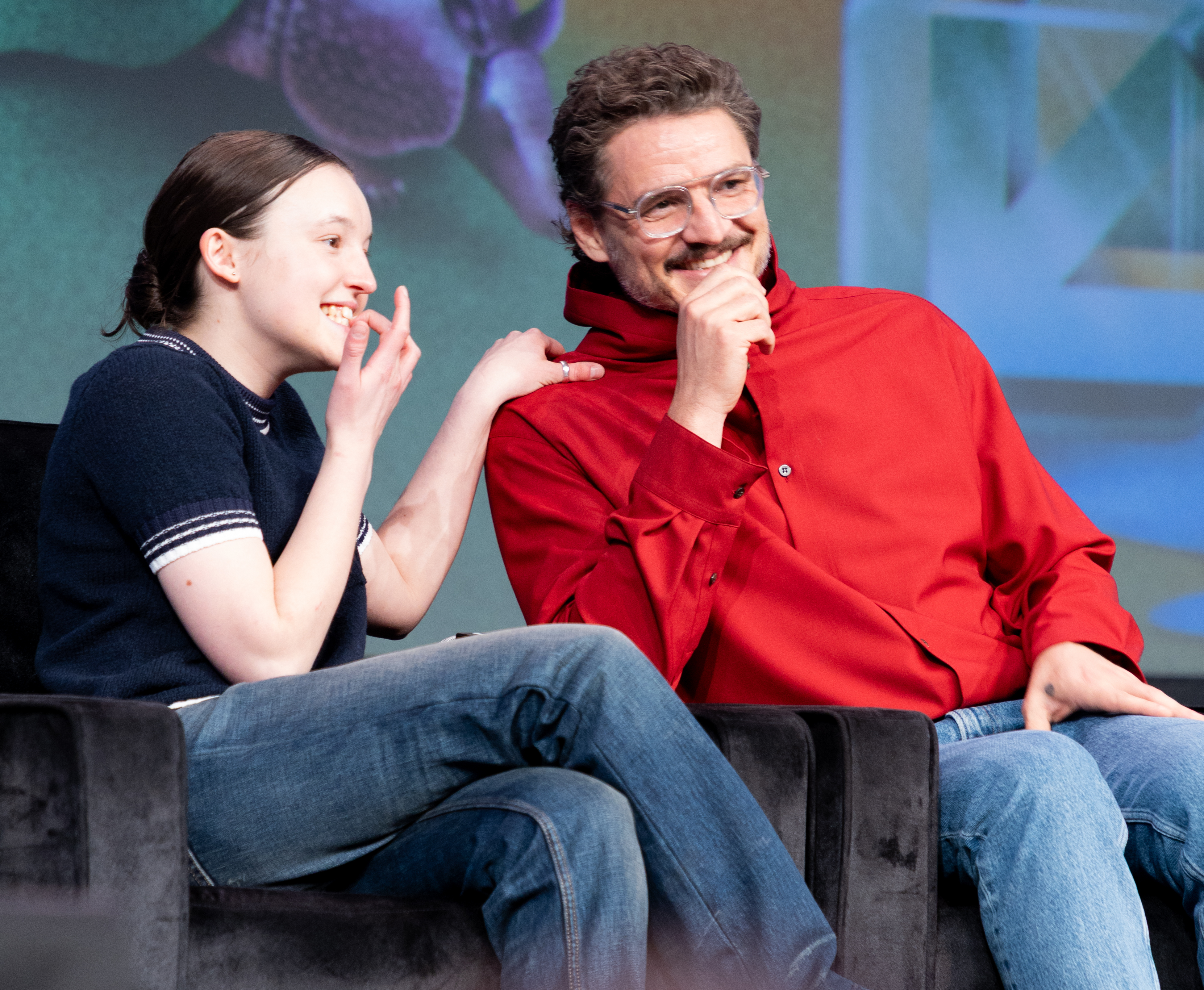
پدرو پاسکال و بلا رمزی در پنل تبلیغاتی سریال در جشنواره جنوب از جنوب غربی ۲۰۲۵

- پدرو پاسکال در نقش جوئل میلر، یک بازمانده میانسال سرسخت که از آسیب‌های گذشته‌اش رنج می‌برد. جوئل وظیفه دارد دختر جوانی به نام اِلی را از یک منطقه قرنطینه و در سراسر ایالات متحده قاچاق کند.[۳] برخلاف بازی‌ها، که در آن‌ها جوئل باید لحظاتی از توانایی‌های تقریباً مافوق بشری داشته باشد تا به بازیکن اجازه پیشرفت دهد، او در این سریال آسیب‌پذیرتر است—او به دلیل شلیک گلوله از یک گوشش کم شنوا است و زمانی که می‌ایستد زانوهایش درد می‌کند.[۴] پاسکال پس از انتشار فصل دوم مندلورین برای یک سری جدید در دسترس قرار گرفت و چندین پیشنهاد از سوی شبکه‌های بزرگ را به خود جلب کرد، که از میان آنها، تا حدی برای همکاری با کریگ مازین یکی از خالقان سریال،[۵] آخرین بازمانده از ما را انتخاب کرد.[۳] مازین و نیل دراکمن، یکی دیگر از خالقان سریال، مدتی بود که به فکر پاسکال بودند. او این نقش را ظرف ۲۴ ساعت پذیرفت.[۶] تهیه‌کنندگان مندلورین به پاسکال اجازهٔ کار روی سریال جدید را دادند.[۷] طبق گزارش‌ها، او در هر قسمت ۶۰۰٬۰۰۰ دلار درآمد دارد که او را به یکی از پردرآمدترین ستاره‌های تلویزیونی آمریکا تبدیل می‌کند.[۸] پاسکال به دلیل توانایی‌اش در به‌تصویر کشیدن شخصیتی سخت، شکنجه‌شده و آسیب‌پذیر که احساساتش را تا زمانی که لازم باشد سرکوب می‌کند، انتخاب شد.[۹] پاسکال به‌عنوان فردی که بازی‌های ویدئویی بازی نمی‌کند، در ابتدا گیم‌پلی برادرزاده‌اش را از بخش اول بازی تماشا کرد، زیرا او مهارت لازم برای بازی‌کردن را نداشت؛ او جوئل را «بسیار تأثیرگذار» دانست، اما نگران تقلید بیش از حد از سبک بازی‌ها بود، و در عوض تصمیم گرفت «فاصله‌ای سالم ایجاد کند» و به مجریان برنامه اجازه دهد تا دربارهٔ شخصیت‌پردازی تصمیم بگیرند.[۱۰] پاسکال صدای جوئل را بر اساس تجربیات خودش در سن آنتونیو، تگزاس قرار داد، و آن را از لهجه جنوبی استفاده شده در بازی جدا کرد.[۱۱] در بازی‌های ویدیویی، جوئل توسط تروی بیکر به تصویر کشیده شده است.[۱۲]
- بلا رمزی در نقش اِلی، دختری ۱۴ ساله که نافرمانی و عصبانیت زیادی از خود نشان می‌دهد اما نیاز خصوصی به خویشاوندی و تعلق‌یافتن دارد. او در برابر عفونت سرچماقی‌ها مصون است و ممکن است کلیدی برای ایجاد یک واکسن باشد.[۱۳] مطابق با بازی‌ها، او یک لزبین است.[۱۴] حدود ۱۰۵ بازیگر برای نقش اِلی در نظر گرفته شده بودند؛[۶] تهیه‌کنندگان به دنبال بازیگری بودند که بتواند شخصیتی مدبر، عجیب و غریب و بالقوه خشن را به تصویر بکشد.[۹] پس از تماشای نوار هنر آزمایی رمزی، آنها به سراغ دیوید بنیاف و دی. بی. وایس—شورانرهای بازی تاج‌وتخت که رمزی در آن بازی کرده بود—رفتند که به آنها از استعداد او اطمینان دادند. رمزی کمتر از یک ماه پس از تست بازیگری خود، این نقش را ایفا کرد.[۷] او در حین تولید در پروژه‌ای متفاوت، خبر انتخاب بازیگران خود را دریافت کرد. او گفت که احساس می‌کند این سریال «بزرگ‌ترین کاری که [او] تا به امروز انجام داده است»،[۱۵] و بلافاصله از اینکه پاسکال در کل تجربه در کنار او اجرا می‌کند، خوشحال شد.[۱۶] رمزی پیش از تست بازیگری از بازی ویدئویی آن آگاه بود،[۱۷] اما تشویق شد که آن را بازی نکند تا از تکرار اجرای اصلی جلوگیری شود، و در عوض برخی از گیم‌پلی را در یوتیوب تماشا کرد تا «احساس آن را دریافت کند»؛[۱۸] او آن را هنوز پس از فیلم‌برداری سریال نیز بازی نکرده است.[۱۹] رمزی می‌خواست که عملکرد او یادآور بازی‌ها باشد بدون اینکه آنها را کپی کند.[۲۰] رمزی که انگلیسی است، لهجه آمریکایی را برای این نقش آموخت،[۲۱] و مجبور شد بیش از ۳۸ سانتی‌متر از موهایش را کوتاه کند.[۱۷] در بازی‌های ویدیویی، اشلی جانسون نقش اِلی را بازی می‌کند.[۱۲]
- گابریل لونا در نقش تامی (فصل ۲، مهمان در فصل ۱)، برادر کوچکتر جوئل و یک سرباز سابق که آرمان‌گرایی خود را برای امید دنیایی بهتر حفظ می‌کند.[۲۲] حدود یک ماه پس از انتخاب پاسکال و رمزی، از لونا خواسته شد که نوار هنر آزمایی خود را ارسال کند. او یک صحنه از بازی ویدئویی و یک صحنه از قسمت اول را اجرا کرد.[۲۳] او با کار مازین و تهیه‌کننده اجرایی کارولین استراوس آشنا بود و قبلاً با اچ‌بی‌او در کارآگاه حقیقی کار کرده بود.[۲۴] شش روز پس از ارسال نوارش، مازین، استراوس و دراکمن به او پیشنهاد این نقش را دادند؛[۲۳] به گفته لونا، آنها فوراً فهمیدند که او «همان شخص مورد نظر» است.[۲۴] او مشتاق این نقش بود، زیرا در آستین، تگزاس—زادگاه جوئل و تامی—تقریباً همزمان با سِت سریال زندگی می‌کرد،[۲۴] و در حین تولید یک پلی استیشن ۵ به او داده شد تا بازی‌ها را به عنوان تحقیق انجام دهد.[۲۵] او اطلاعاتی را برای لباس تامی ارائه کرد، مانند گیاه تگزاسی کاستیلیجا روی چکمه‌هایش و سگک کمربند ساخته‌شده توسط ملت‌های اول، که احساس می‌کرد تامی آن‌ها را «پیدا کرده و برایش ارزش قائل است».[۲۶] لونا معتقد بود تامی آرزوی داشتن خانواده‌ای مانند خانوادهٔ برادرش و دنیایی را دارد که در آن مردم بتوانند به زندگی مسالمت‌آمیز بازگردند.[۲۷] او می‌توانست با اقدامات جوئل به‌عنوان یک برادر بزرگ‌تر ارتباط برقرار کند، به‌ویژه اینکه او تنها مرد خانواده در کنار مادر مجردش بود.[۲۸] لونا تا حدی از تگزاسی‌هایی مانند ویلی نلسون و کریس کریستوفرسون، به‌ویژه کریستوفرسون به دلیل نگرش آرام خود الهام گرفت.[۲۹] در بازی‌های ویدئویی، نقش تامی توسط جفری پیرس بازی می‌شود.[۳۰]
- ایزابلا مرسد در نقش دینا (فصل ۲)، معشوقه الی و معشوقهٔ سابق جسی. او روحیه افسارگسیخته‌ای دارد و به الی وفادار است، اما این وفاداری در برابر خشونت دنیا به چالش کشیده می‌شود.[۳۱]
- یانگ مازینو در نقش جسی (فصل ۲)، عضوی مهم در جامعه‌اش که گاهی فداکاری‌اش برایش هزینه‌هایی دارد.[۳۲]

### مهمان
- روتینا وسلی در نقش ماریا، رهبر مشترک یک زیستگاه در جکسون، وایومینگ و همسر باردار تامی. او در بازی‌های ویدئویی توسط اشلی اسکات به تصویر کشیده شده است.[۳۳]

#### فصل ۱
- نیکو پارکر در نقش سارا، دختر جوئل.[۳۴] پارکر سال‌ها پیش از اینکه این نقش را بازی کند، ویدیوهایی از بازی را تماشا کرده بود.[۳۵] او می‌خواست «از نسخهٔ بازی دور بماند» و تفسیر خودش را از این شخصیت ارائه دهد؛[۲۹] او از چشم‌انداز به تصویر کشیدن مرگ سارا به دلیل تأثیر آن در بازی احساس ترس می‌کرد.[۳۶] پاسکال بلافاصله با پارکر، که نخستین صحنه‌ها را با او فیلمبرداری کرد، پیوند برقرار کرد.[۳۷] در اولین بازی، نقش سارا توسط هانا هیز بازی می‌شود.[۳۸]
- جان هانا در نقش دکتر نیومن، یک همه‌گیرشناس که در یک برنامه گفتگو در سال ۱۹۶۸ در مورد تهدید قارچ‌ها هشدار می‌دهد.[۳۹]
- مارلی دندریج در نقش مارلین، رئیس «Fireflies»، یک جنبش مقاومت به امید به‌دست‌آوردن آزادی از ارتش. او نقش خود را از بازی‌های ویدئویی تکرار می‌کند، که تنها بازیگری است که این امر را انجام می‌دهد.[۴۰]
- جاش برنر در نقش مجری یک برنامه گفتگو در سال ۱۹۶۸.[۴۱]
- کریستوفر هیردال در نقش دکتر شونهایس، یک اپیدمیولوژیست در برنامه گفتگوی ۱۹۶۸ که نسبت به هشدار نیومن بدبین است.[۴۱]
- برندن فلچر در نقش رابرت، یک اراذل و اوباش و فروشنده اسلحه در بازار سیاه در منطقهٔ قرنطینه‌شدهٔ بوستون.[۴۲] در بازی‌های ویدئویی او توسط رابین اتکین داونز به تصویر کشیده شده است.[۴۳]
- آنا تورو در نقش تِس، یک بازمانده سرسخت و شریک قاچاقچی جوئل.[۴۴] تورو و پاسکال به این نتیجه رسیدند که تِس و جوئل برای مدتی عاشق یکدیگر بوده‌اند، اما، مانند نسخهٔ بازی ویدئویی، در مورد رابطه خود ظریف رفتار می‌کنند.[۴۵] او احساس می‌کرد که عملکرد او به دلیل ظرافت‌هایش مستلزم صداقت ثابت است.[۴۶] تورو از بازی‌های ویدئویی آگاه بود اما آنها را بازی نکرده است. او پس از انتخابش به عنوان بازیگر چند صحنه از گیم‌پلی را تماشا کرد.[۲۹] در اولین بازی ویدئویی، نقش تِس توسط آنی ورشینگ بازی می‌شود.[۴۷]

- کریستین حکیم در نقش دکتر راتنا، یک استاد قارچ‌شناسی در دانشگاه اندونزی که به دولت می‌گوید باید برای کندکردن گسترش عفونت شهر جاکارتا را بمباران کنند.[۴۸] با حکیم برای سریال از طریق اینستاگرام تماس گرفته شد. او ابتدا در پذیرش این نقش مردد بود زیرا از مادر و شوهرش در بحبوحه دنیاگیری کووید-۱۹ مراقبت می‌کرد، اما توسط خواهرزاده‌اش که از طرفداران بازی بود، متقاعد شد. او روسری‌های سنتی و جواهرات اندونزیایی خود را آورد که به‌عنوان بخش لباس برای استفاده در سریال پذیرفته شد.[۴۹]
- ماری بارتلت در نقش فرانک، یک فرد مصمم به بقا که در یک شهر منزوی با بیل زندگی می‌کند.[۵۰]
- نیک آفرمن در نقش بیل، یک فرد مصمم به بقا که با فرانک زندگی می‌کند.[۵۰]
- ملانی لینسکی در نقش کیتلین، رهبر یک جنبش انقلابی در منطقه کلان‌شهری کانزاس‌سیتی.[۵۱] او یک شخصیت اصلی است که توسط مازین به عنوان رهبر گروهی از شکارچیان که در بازی ظاهر شده‌اند خلق شده است.[۵۲]
- لامار جانسون در نقش هنری، او با برادر کوچکترش سام از دست یک جنبش انقلابی در کانزاس سیتی پنهان شده است.[۵۳]
- کیوون وودراد در نقش سَم، یک کودک ناشنوا و هنرمند که توسط انقلابیون خشن در کنار برادرش هنری شکار می‌شود.[۵۳][۵۴]
- گراهام گرین در نقش مارلون، که با همسرش فلورنس در بیابان وایومینگ زندگی می‌کند. مارلون یک شخصیت اصلی برای مجموعه تلویزیونی است.
- الین مایلز در نقش فلورنس، که با همسرش مارلون زندگی می‌کند. او همچنین یک شخصیت اصلی برای مجموعه تلویزیونی است.[۵۳]
- استورم رید در نقش رایلی ایبل، دختری یتیم که در بوستون پس از آخرالزمان بزرگ می‌شود.[۵۵]
- اسکات شپرد در نقش دیوید، واعظی که رهبر یک فرقه آدم‌خوار است.[۵۶][۵۷]
- تروی بیکر در نقش جیمز، یکی از اعضای ارشد گروهی از مهاجران.[۵۸]
- جفری پیرس در نقش پِری، یک شورشی در یک منطقه قرنطینه.[۵۰]
- اشلی جانسون در نقش آنا،[۵۸] مادر اِلی،[۵۹] یک زن باردار تنها که تحت شرایط خطرناک مجبور به زایمان می‌شود.[۶۰]

## قسمت‌ها
| فصل | قسمت‌ها | قسمت‌ها | تاریخ اصلی روی آنتن رفتن | تاریخ اصلی روی آنتن رفتن |
| فصل | قسمت‌ها | قسمت‌ها | اولین بار                | آخرین بار                |
| --- | ------ | ------ | ------------------------ | ------------------------ |
| ۱   | ۹      | ۹      | ۱۵ ژانویه ۲۰۲۳           | ۱۲ مارس ۲۰۲۳             |
| ۲   | ۷      | ۷      | ۱۳ آوریل ۲۰۲۵            | ۲۵ مه ۲۰۲۵               |

### فصل ۱ (۲۰۲۳)
در سال ۲۰۰۳، همه‌گیری جهانی قارچ جهش‌یافته کوردیسپس آغاز و جوامع فروپاشیدند. جوئل همراه دخترش سارا و برادرش تامی از خانه‌شان در آستین تگزاس فرار می‌کند، اما سارا توسط سربازی کشته می‌شود و جوئل در آغوشش از او خداحافظی می‌کند. بیست سال بعد، جوئل با شریکش تس به‌عنوان قاچاقچی در منطقه قرنطینه بوستون فعالیت می‌کند که تحت کنترل سخت‌گیرانه سازمان فدرال پاسخ به فجایع (FEDRA) است. وقتی تامی از وایومینگ تماس نمی‌گیرد، جوئل و تس به‌دنبال او می‌روند. آنها باتری‌ای می‌خرند که توسط رابرت، یک فروشنده محلی، به گروه شورشی فایرفلای‌ها فروخته می‌شود. در تعقیب رابرت، جوئل و تس با مارلین، رهبر فایرفلای‌ها روبرو می‌شوند که از آنها می‌خواهد دختری نوجوان به نام الی را به ساختمان ایالتی ماساچوست برسانند تا در ازای آن، یک کامیون سالم دریافت کنند. هنگام فرار از منطقه قرنطینه، یک سرباز FEDRA آنها را متوقف می‌کند و متوجه می‌شود الی آلوده است، اما او ادعا می‌کند مصون است. جوئل سرباز را می‌کشد و آنها را به‌دور می‌برد.
الی به جوئل و تس توضیح می‌دهد که مصونیتش کلید درمان است و فایرفلای‌ها امیدوارند آن را در آزمایشگاهی در غرب سنتز کنند. در مسیر، آنها از هجوم تعداد زیادی آلوده به ساختمان ایالتی عبور نمی‌کنند و از موزه‌ای که آلوده‌های نابینا (کلیکِرها) در آن هستند، می‌گذرند. الی گاز گرفته می‌شود ولی علائم بیماری در او دیده نمی‌شود، که مصونیتش را اثبات می‌کند. در ساختمان ایالتی، همه اعضای فایرفلای‌ها کشته شده‌اند. تس که خود را گاز گرفته شده می‌داند، از جوئل می‌خواهد ماموریت الی را ادامه دهد. تس در حالی که هجوم آلوده‌ها را عقب می‌راند، باقی می‌ماند و جوئل الی را به سلامت می‌رساند.
جوئل الی را به لینکلن ماساچوست می‌برد تا آنها را به متحدانش، بیل و فرانک بسپارد. در گذشته، بیل که مردی محتاط است، فرانک را می‌پذیرد و آنها رابطه‌ای عاشقانه شکل می‌دهند. سال‌ها بعد، فرانک بیمار و خواستار کمک برای پایان دادن به زندگی‌اش است. بیل پس از ازدواج با فرانک، پس از او دست به خودکشی می‌زند. بیل نامه‌ای برای جوئل می‌نویسد و تجهیزاتش را برای محافظت از تس می‌گذارد. جوئل با ناراحتی الی را به‌همراه خود به وایومینگ می‌برد.
در مسیر، آنها از کانزاس سیتی عبور می‌کنند و توسط باندی از راهزنان به رهبری کاتلین به‌دنبال مردی به نام هنری تعقیب می‌شوند. پس از رویارویی و آموزش الی به استفاده از اسلحه، گروهی متشکل از جوئل، الی، هنری و برادر کوچک او، سم، از طریق تونل‌های زیرزمینی از شهر فرار می‌کنند. اما سم گاز گرفته می‌شود و بعداً توسط هنری کشته می‌شود و هنری هم خودکشی می‌کند. جوئل و الی به راه‌شان ادامه می‌دهند تا به جکسون وایومینگ برسند، جایی که جوئل دوباره با تامی و همسرش ماریا دیدار می‌کند. جوئل به الی درباره سرنوشت سارا می‌گوید و ابتدا می‌خواهد او را به تامی بسپارد اما بعد پشیمان می‌شود.

الی طی یادآوری، دوستی صمیمی‌اش با رایلی را به خاطر می‌آورد که او را به آتلانتا ترک کرد. سپس در حال حاضر، جوئل و الی به سالت لیک سیتی می‌رسند. جوئل تلاش می‌کند الی را از ادامه ماموریت درمان منصرف کند اما او پافشاری می‌کند. فایرفلای‌ها آنها را اسیر و به بیمارستان منتقل می‌کنند، جایی که جراحی برای استخراج درمان از الی آماده می‌شود. جوئل با وحشی‌گری تمام فایرفلای‌ها و پزشک ارشد را می‌کشد و الی را نجات می‌دهد. او به مارلین دروغ می‌گوید که درمانی یافت نشده است و الی نیز این دروغ را می‌پذیرد.
| شم. | عنوان                       | کارگردان       | نویسنده                | تاریخ انتشار اصلی | U.S. تعداد بیننده (میلیون) |
| --- | --------------------------- | -------------- | ---------------------- | ----------------- | -------------------------- |
| ۱   | «زمانی که در تاریکی گم شدی» | کریگ مازن      | کریگ مازن و نیل دراکمن | ۱۵ ژانویه ۲۰۲۳    | ۰٫۵۸۸                      |
| ۲   | «آلوده»                     | نیل دراکمن     | کریگ مازن              | ۲۲ ژانویه ۲۰۲۳    | ۰٫۶۳۳                      |
| ۳   | «مدت‌های طولانی»             | پیتر هار       | کریگ مازن              | ۲۹ ژانویه ۲۰۲۳    | ۰٫۷۴۷                      |
| ۴   | «لطفاً دستم رو بگیر»         | جرمی وب        | کریگ مازن              | ۵ فوریه ۲۰۲۳      | ۰٫۹۹۱                      |
| ۵   | «تاب بیاور و زنده بمان»     | جرمی وب        | کریگ مازن              | ۱۲ فوریه ۲۰۲۳     | ۰٫۳۸۲                      |
| ۶   | «خویشاوند»                  | یاسمیلا ژبانیچ | کریگ مازن              | ۱۹ فوریه ۲۰۲۳     | ۰٫۸۴۱                      |
| ۷   | «رهاشده»                    | لیزا جانسون    | نیل دراکمن             | ۲۶ فوریه ۲۰۲۳     | ۱٫۰۸۳                      |
| ۸   | «زمانی که محتاج باشیم»      | علی عباسی      | کریگ مازن              | ۵ مارس ۲۰۲۳       | ۱٫۰۳۹                      |
| ۹   | «به دنبال روشنایی»          | علی عباسی      | کریگ مازن و نیل دراکمن | ۱۲ مارس ۲۰۲۳      | ۱٫۰۴۰                      |

### فصل ۲ (۲۰۲۵)
پنج سال پس از کشتار گروه فایرفلای‌ها توسط جوئل در بیمارستان سالت لیک سیتی و نجات الی، آنها در جکسون، وایومینگ ساکن شده‌اند. با گذشت این مدت، رابطه‌شان دچار تنش شده و جوئل برای حل مشکلاتش نزد روان‌درمانگری به نام گل می‌رود. او دلخوری گل بابت کشتن همسرش یوجین را می‌پذیرد و در جلسه اعتراف می‌کند که الی را نجات داده اما از جنایات خود چیزی نمی‌گوید. در حین گشت‌زنی، الی و دینا به یک نوع جدید از موجودات آلوده به نام «استالکر» برخورد می‌کنند و این موضوع را به شورای جکسون اطلاع می‌دهند. در یک مهمانی شب سال نو، الی و دینا با همدیگر بوسه می‌زنند، اما صاحب بار، ست، با الفاظی همجنس‌ستیزانه به آن واکنش نشان می‌دهد. جوئل وارد می‌شود و با ست درگیر می‌شود که باعث ناراحتی الی می‌شود و او جوئل را سرزنش می‌کند.
در همین زمان، موجودات آلوده از طریق لوله شکسته‌ای وارد جکسون می‌شوند و آبی که تهدیدی برای امنیت شهر است. ابی که به دنبال انتقام جوئل است، همراه دوستانش اوون، نورا، مل و مانی به جکسون نزدیک می‌شود. ابی و گروهش در یک کلبه نزدیک شهر پناه می‌گیرند و برنامه‌ای برای کشتن جوئل می‌ریزند، اما بقیه اعضا نگران امنیت شهر هستند و می‌خواهند عقب‌نشینی کنند.

ابی هنگام گشت‌زنی در شهر، به‌طور تصادفی گروه بزرگی از آلوده‌ها را زیر برف بیدار می‌کند. جوئل که همراه دینا در گشت است، جان ابی را نجات می‌دهد. هجوم آلوده‌ها به جکسون باعث تلفات سنگینی می‌شود. ابی جوئل و دینا را به کلبه می‌برد، دینا را بیهوش می‌کند و جوئل را محاصره می‌کند. او فاش می‌کند که پزشک فایرفلای‌ها که جوئل کشته، پدر خودش بوده است. ابی جوئل را زخمی و با چوب گلف به شدت کتک می‌زند. الی وارد کلبه می‌شود اما توسط گروه ابی مهار می‌شود و مجبور است شاهد کشته شدن جوئل باشد. الی قسم می‌خورد که انتقام جوئل را از ابی خواهد گرفت. در حالی که جکسون در حال بهبود است، الی، دینا و جسی با جنازه جوئل به خانه بازمی‌گردند.
| شم. کلی | شم. در فصل | عنوان                | کارگردان         | نویسنده                            | تاریخ انتشار اصلی | U.S. تعداد بیننده (میلیون) |
| ------- | ---------- | -------------------- | ---------------- | ---------------------------------- | ----------------- | -------------------------- |
| ۱۰      | ۱          | «روزهای آینده»       | کریگ مازن        | کریگ مازن                          | ۱۳ آوریل ۲۰۲۵     | ۰٫۹۳۸                      |
| ۱۱      | ۲          | «از میان دره»        | مارک مایلود      | کریگ مازن                          | ۲۰ آوریل ۲۰۲۵     | ۰٫۶۴۳                      |
| ۱۲      | ۳          | «مسیر»               | پیتر هوار        | کریگ مازن                          | ۲۷ آوریل ۲۰۲۵     | ۰٫۷۶۸                      |
| ۱۳      | ۴          | «روز اول»            | کیت هرون         | کریگ مازن                          | ۴ مه ۲۰۲۵         | ۰٫۷۷۴                      |
| ۱۴      | ۵          | «عشق او را احساس کن» | استیون ویلیامز   | کریگ مازن                          | ۱۱ مه ۲۰۲۵        | ۰٫۶۵۲                      |
| ۱۵      | ۶          | «بها»                | نیل دراکمن       | نیل دراکمن & هیلی گراس & کریگ مازن | ۱۸ مه ۲۰۲۵        | ۰٫۷۰۱                      |
| ۱۶      | ۷          | «همگرایی»            | نینا لوپز-کورادو | نیل دراکمن & هیلی گراس & کریگ مازن | ۲۵ مه ۲۰۲۵        | ۰٫۶۸۰                      |

## تولید

### توسعه
پس از انتشار بازی ویدئویی محصول ناتی داگ با عنوان آخرین بازمانده از ما (۲۰۱۳)، ساخت دو فیلم اقتباسی از آن ناکام ماند: فیلمی بلند نوشتهٔ نویسنده و کارگردان نوآوری بازی، نیل دراکمن با تهیه‌کنندگی سم ریمی که وارد برزخ توسعه شد؛ و فیلم کوتاه انیمیشنی اقتباس‌شده به‌دست اوفلوز که توسط سونی لغو شد. با توجه به توسعهٔ گسترده فیلمی بر اساس آنچارتد (یک مجموعهٔ بازی دیگر از ناتی داگ) دراکمن اطمینان حاصل کرد که هنگام مذاکره با استودیوهای سینمایی و تلویزیونی، نقطه عطف داستی خاصی گنجانده شود. او حس می‌کرد بیشتر با ساخت و توسعهٔ آخرین بازمانده از ما نسبت به آنچارتد ارتباط بر قرار می‌کند. در مارس ۲۰۲۰، اقتباسی تلویزیونی در مراحل برنامه‌ریزی اچ‌بی‌او اعلام شد که انتظار می‌رفت رخدادهای بازی نخست را پوشش دهد. کریگ مازن در کنار دراکمن برای کمک به نوشتن و تهیه‌کنندگی اجرایی سریال اعلام شد؛ تهیه‌کننده تلویزیونی، یعنی کارولین استراوس و رئیس ناتی داگ، یعنی ایوان ولز به‌عنوان تهیه‌کنندگان اجرایی مجموعه اعلام شدند. گوستاوو سانتائولایا که روی بازی‌ها کار می‌کرد، آهنگسازی مجموعه را بر عهده گرفت. این مجموعه به عنوان محصول مشترک سونی پیکچرز تله‌ویژن، پلی‌استیشن پروداکشنز و ناتی داگ اعلام شد. این اولین نمایش تولیدشده توسط پلی‌استیشن پروداکشنز است. این محصول تحت نام شرکت بیر اند بیر پروداکشنز تولید شد.
در ژوئن ۲۰۲۰، یوهان رنک، همکار کریگ مازن در چرنوبیل، به عنوان تهیه‌کننده اجرایی و کارگردان قسمت آزمایشی اعلام شد. او تا نوامبر به دلیل تعارض زمان‌بندی در نتیجه دنیاگیری کووید-۱۹ از پروژه خارج شد. اچ‌بی‌او در ۲۰ نوامبر به ساخت آن چراغ سبز نشان داد. اسد قزلباش و کارتر سوان از پلی‌استیشن پروداکشنز به عنوان تهیه‌کننده‌های اجرایی و ورد گیمز به‌عنوان شرکت تولید معرفی شدند. در ژانویه ۲۰۲۱، شرکت مایتی منت به ساخت ملحق شد و کانتمیر بالاگوف به عنوان کارگردان قسمت آزمایشی معرفی شد. او سال‌ها به اقتباس این بازی علاقه‌مند بود و قرار بود چندین قسمت ابتدایی را کارگردانی کند. در اکتبر ۲۰۲۲، بالاگوف گفت که او یک سال قبل به دلیل اختلاف در دیدگاه پروژه را ترک کرد و کار او در آن نمایش داده نخواهد شد. رز لام در فوریه ۲۰۲۱ به عنوان تهیه‌کننده اجرایی ملحق شد. مراحل پیش‌تولید در ۱۵ مارس در کلگری، آلبرتا آغاز شد. کریگ مازن در ماه مه وارد پروژه شد. علی عباسی و یاسمیلا ژبانیچ در آوریل به عنوان کارگردان معرفی شدند. در ژوئیهٔ ۲۰۲۱، انجمن کارگردانان کانادا اعلام کرد که پیتر هار به عنوان کارگردان انتخاب شده است، پس از آن در اوت توسط مازن، در سپتامبر توسط دراکمن، و در ژانویه ۲۰۲۲ توسط لیزا جانسون و جرمی وب اعلام شد. در ماه فوریه، دراکمن تأیید کرد که یک قسمت را کارگردانی کرده است و عقیده داشت که کارش تقویت شده و تجربه‌اش در کارگردانی بازی‌ها را در مجموعه منعکس کرده است. پس از چندین ماه سفر به کلگری و لس آنجلس، دراکمن برای انجام تعهدات در ناتی داک به سختی تلاش کرد و به خانه بازگشت تا از راه دور مشاوره و به کریگ مازن احساس اطمینان دهد.
گفته می‌شود آخرین بازمانده از ما بزرگ‌ترین تولید تلویزیونی در تاریخ کانادا است که انتظار می‌رود بیش از ۲۰۰ میلیون دلار کانادا برای شهر آلبرتا سود داشته باشد. چندین منبع بودجه هر قسمت را بین ۱۰ تا ۱۵ میلیون دلار آمریکا تخمین زده‌اند. نیویورکر ادعا کرد که بودجه از پنج فصل نخست بازی تاج‌وتخت فراتر رفته است. مقامات سینمایی کلگری احساس کردند که تیم تولید تا حدودی آلبرتا را برای تولید انتخاب کرده است، زیرا تصمیم دولت در سال ۲۰۲۱ مبنی بر حذف سقف تخفیف مالیاتی ۱۰ میلیون دلار کانادا برای هر پروژه است. اتحادیه هنرمندان کانادایی IATSE 212 ادعا کرد که این تولید منجر به افزایش ۳۰ درصدی عضویت و اشتغال در اتحادیه شده است. در ژوئیه ۲۰۲۱، مازن گفت که فصل اول شامل ده قسمت خواهد بود. در نوامبر ۲۰۲۲، نه قسمت از آن تأیید شد. مازن پیشنهاد کرد که اگر فصل اول به خوبی مورد استقبال قرار گیرد، احتمالاً فصل دوم آن وجود دارد. فصل اول وقایع بازی اول و نسخهٔ گسترده قابل دانلود آن آخرین بازمانده از ما: رهاشده (۲۰۱۴) را پوشش می‌دهد. دراکمن و مازن پیشنهاد کردند که فصل دوم بلافاصله دنباله، یعنی آخرین بازمانده از ما قسمت ۲ (۲۰۲۰) را پوشش دهد تا از داستان اضافی جلوگیری شود؛ گرچه که مازن عقیده داشت قسمت ۲ به بیش از یک فصل نیاز دارد. او نمی‌خواهد سریال از روایت بازی‌ها پیشی بگیرد. نویسندگان اطمینان حاصل کردند که در صورت دریافت فصل‌های اضافی، شخصیت‌ها به تحولات خود در قسمت ۲ وفادار می‌مانند.
تیم تولید شامل پنج کارگردان هنری و صدها تکنسین است. کارگردان هنری بازی، هنرمندان مفهومی و هنرمندان محیطی بازخورد خود را در مورد لباس‌ها و دکورها ارائه کردند. پل بکر برنامه‌ریزی رقص‌پردازی سریال را بر عهده داشت، و بری گوور طراح اندام ساختگی برای کاراکترها است. شرکت الاستیک تیتراژ نمایش را ساخت؛ مازن در مصاحبه‌ای به شخصیت‌های قارچ در مجموعه علاقه نشان داد.: ۰:۴۰  استودیوی جلوه‌های بصری دابل نگتیو تحت نظارت الکس وانگ در ساخت این سریال دخیل است. آن‌ها هنگام ایجاد موجودات آلوده با هنرمندان مفهومی ناتی داگ مشورت کردند. تدوین‌گران این مجموعه شامل تیموتی گود، مارک هارتزل، امیلی مندز و جوئل تی پاشبی می‌شدند.

### انتخاب بازیگران
به‌علت دنیاگیری کووید-۱۹، مراحل انتخاب بازیگران از طریق زوم انجام شد. برای روز جهانی زن در ۸ مارس ۲۰۲۰، دراکمن تأیید کرد که چندین شخصیت از بازی‌ها از جمله الی، رایلی، تس، مارلین و ماریا در مجموعه حضور خواهند داشت. در ۱۰ فوریه ۲۰۲۱، پاسکال و رمزی به ترتیب در نقش جوئل و الی انتخاب شدند. اوایل آن روز گزارش شد پس از اینکه متیو مک‌کانهی نقش جوئل را رد کرد، به ماهرشالا علی پیشنهاد شد. هالیوود ریپورتر خاطرنشان کرد که علی در این سریال نقشی را به عهده گرفت، اما هرگز توافقی انجام نشد. بازیگرانی که پیش‌تر برای اقتباس سینمایی در نظر گرفته شدند—مانند میسی ویلیامز و کیتلین دیور—در زمان ساخت مجموعه بزرگ شده بودند و منجر به اصلاح داوطلبان شد. تهیه‌کنندگان اساساً به دنبال بازیگرانی بودند که بتوانند جوئل و الی را منحصراً مجسم کنند و وابستگی آن‌ها را مانند خودشان به تصویر بکشند.: ۱۴:۴۲  پاسکال و رمزی پیش از شروع فیلم‌برداری همدیگر را ملاقات نکردند، اما متوجه شدند که با هم رابطهٔ احساسی دارند که طی مراحل تولید به وجود آمده بود.

## پخش
پخش فصل نخست از ۱۵ ژانویهٔ ۲۰۲۳ در ایالات متحده آغاز شد. فصل دوم در ۱۳ آوریل ۲۰۲۵ پخش شد.

## بازخورد

### بازخورد منتقدان
آخرین بازمانده از ما در وبگاه نقد و بررسی راتن تومیتوز بر اساس نظر ۴۸۱ منتقد، امتیاز ۹۶٪ با میانگین نمرهٔ ۸٫۷۵/۱۰ را کسب کرده است. اجماع منتقدان این وبگاه می‌گوید: «با حفظ اعتیادآورترین جنبه‌های منبع اصلی محبوب آن در حالی که عمیق‌تر داستان را کندوکاو می‌کند، آخرین بازمانده از ما مجموعهٔ تلویزیونی تماشایی است که در میان بهترین اقتباس‌های بازی‌های ویدئویی در تمام ادوار قرار می‌گیرد». این مجموعه در متاکریتیک، که از میانگین وزنی استفاده می‌کند، بر اساس نظر ۴۳ منتقد امتیاز ۸۴ از ۱۰۰ را کسب کرده که نشان‌گر «تحسین همگانی» است. چند منتقد آن را بهترین اقتباس از بازی ویدئویی لایو-اکشن دانسته‌اند؛ مارک دیلینی در گیم‌اسپات گفت که «به نظر می‌رسد آغاز دوره‌ای جدید» برای این ژانر است.
نقش‌آفرینی بازیگران با تحسین گسترده‌ای مواجه شد. منتقدان شیمی بین پاسکال و رمزی را ستودند؛ ویکی جسوپ در ایونینگ استاندارد گفت که آن‌ها «هر صحنه‌ای را که در آن حضور دارند می‌دزدند» و آلن سپین‌وال از رولینگ استون آن‌ها را «اجباراً قابل تماشا و تقریباً بلافاصله دوست‌داشتنی» نامید. جان نوجنت از امپایر و والری اتنهوفر از وبگاه /فیلم، اجرای پاسکال را بهترین نقش‌آفرینی او در دوران فعالیتش می‌دانستند که به توانایی او در به تصویر کشیدن نکات ظریف و آسیب‌پذیری نادر شخصیتش اشاره کردند، و اکسل متز از تک‌ریدار او را به عنوان «ظهور بی‌نقصِ» جوئل در دنیای واقعی توصیف کرد. چند منتقد بازی رمزی را به دلیل تعادل کمدی و احساسی او متمایز شمردند؛ جودی برمن از تایم او را «بزرگ‌ترین دارایی این نمایش» نامید و سیمون کاردی از آی‌جی‌ان به خاطر «جا گذاشتن نشان خود» روی این شخصیت نمادین از او تقدیر کرد. نقش‌آفرینی آفرمن و بارتلت بسیار تحسین شد و دیس جانستون از وبگاه اینورس آن را لایق کسب جایزهٔ امی دانست. منتقدان اجرای آنا تورو را نیز تحسین کردند.
منتقدان تغییرات مازن و دراکمن نسبت به روایت بازی اصلی را ستایش کردند. برخی عقیده داشتند سکانس‌هایی که مستقیما از بازی تقلید می‌کنند از ضعیف‌ترین سکانس‌های مجموعه بوده است و منجر به مشکلات در شتاب مجموعه شده است. دانیل داداریو از ورایتی عقیده داشت که قسمت‌ها به شدت به سکانس‌های اکشن متکی هستند، در حالی که اکسل متز از تک‌ریدار مقدار بیشتری از این سکانس‌ها می‌خواست. منتقدان اکثراً قسمت سوم را بهترین قسمت این فصل می‌دانستند، و برخی آن را در زمرهٔ بهترین قسمت‌های تلویزیونی یاد کردند. دانیل فاینبرگ از هالیوود ریپورتر عقیده داشت که این قسمت سریال را به سطح جدیدی ارتقا داده است. برخی از منتقدان قسمت اول را خوش ساخت اما بیش از حد نام‌آشنا توصیف کردند. والری اتنهوفر در وبگاه /فیلم آن را ضعیف‌ترین قسمت فصل دانست. برایان تالریکو از راجرابرت.کام عقیده داشت که دو قسمت آخر با عجله به اتمام می‌رسد.
چند منتقد طراحی تولید را تحسین کردند. موسیقی ساختهٔ گوستاوو سانتائولایا نیز نقدهای مثبتی دریافت کرد.

### آمار بینندگان
قسمت افتتاحیه در نخستین شب دسترسی ۴٫۷ میلیون بیننده در ایالات متحده داشت که شامل بینندگان ترتیبی و استریم در سرویس اچ‌بی‌او مکس می‌شد. این مجموعه پس از خاندان اژدها، رتبهٔ دوم بزرگ‌ترین آغاز به کار از سال ۲۰۱۰ در اچ‌بی‌او را داشت. پس از دو روز، این رقم به بیش از ۱۰ میلیون، پس از یک هفته به ۱۸ میلیون، پس از ۱۲ روز به ۲۲ میلیون و ظرف دو ماه تقریباً به ۴۰ میلیون افزایش یافت. تا ماه مه، هر قسمت این مجموعه تقریباً ۳۲ میلیون بیننده در ایالات متحده داشت.
| شماره | عنوان                       | تاریخ پخش      | رتبه‌بندی (۱۸–۴۹) | بینندگان (میلیون) | منابع  |
| ----- | --------------------------- | -------------- | ---------------- | ----------------- | ------ |
| 1     | «زمانی که در تاریکی گم شدی» | ۱۵ ژانویه ۲۰۲۳ | ۰٫۱۷             | ۰٫۵۸۸             | [ ۶۵ ] |
| 2     | «آلوده»                     | ۲۲ ژانویه ۲۰۲۳ | ۰٫۱۹             | ۰٫۶۳۳             | [ ۶۷ ] |
| 3     | «مدت‌های طولانی»             | ۲۹ ژانویه ۲۰۲۳ | ۰٫۲۱             | ۰٫۷۴۷             | [ ۶۹ ] |
| 4     | «لطفا دستم رو بگیر»         | ۵ فوریه ۲۰۲۳   | ۰٫۲۶             | ۰٫۹۹۱             | [ ۷۰ ] |
| 5     | «تاب بیاور و زنده بمان»     | ۱۲ فوریهٔ ۲۰۲۳  | ۰٫۰۹             | ۰٫۳۸۲             | [ ۷۲ ] |
| 6     | «خویشاوند»                  | ۱۹ فوریه ۲۰۲۳  | ۰٫۲۸             | ۰٫۸۴۱             | [ ۷۳ ] |
| 7     | «رهاشده»                    | ۲۶ فوریه ۲۰۲۳  | ۰٫۳۷             | ۱٫۰۸۳             | [ ۷۴ ] |
| 8     | «زمانی که محتاج باشیم»      | ۵ مارس ۲۰۲۳    | ۰٫۳۰             | ۱٫۰۳۹             | [ ۷۶ ] |
| 9     | «به دنبال روشنایی»          | ۱۲ مارس ۲۰۲۳   | ۰٫۳۳             | ۱٫۰۴۰             | [ ۷۷ ] |

### توضیحات
1. ↑  آخرین بازمانده از ما توسط ناتی داگ توسعه یافت و به‌وسیلهٔ سونی اینتراکتیو انترتینمنت عرضه شد. نیل دراکمن نویسنده و کارگردان نوآوری، و بروس استریلی کارگردان بازی بود.[۱]
2. ↑  این قسمت در ۱۰ فوریه به صورت آنلاین قبل از پخش آن از تلویزیون از طریق اچ‌بی‌او مکس و اچ‌بی‌او به درخواست منتشر شد.[۷۱]